# Czarny wrzesień (album)
Czarny wrzesień – trzeci solowy album polskiego rapera Pei. Płyta ukazała się 6 kwietnia 2010, w dniu ogłoszenia wyroku sądowego ws. nawoływania do pobicia jednego z uczestników koncertu. Wydawnictwo ukazało się początkowo w limitowanym do 2000 egzemplarzy nakładzie. W związku z zainteresowaniem publiczności Czarny wrzesień został wydany w nieograniczonym nakładzie.
Na płycie znalazło się 16 utworów, a właściwie dissów na warszawskiego rapera Tede, które Peja nagrywał po incydencie w Zielonej Górze. Jak mówi sam autor:

To nie takie proste prowadzić beef, kiedy wszystko co powiesz w wywiadzie lub kawałku może zostać wykorzystane przeciwko Tobie w sądzie, co też miało miejsce.

Artysta o albumie:

Wystąpiły pewne okoliczności, które sprawiły, ze nagrałem niezaplanowany album i tylko dlatego „Książę” będzie moim nie trzecim, a czwartym solowym krążkiem. Za większość produkcji na „IX” odpowiedzialny jest poznański producent Hirass. W nagraniu płyty brał udział również DJ Decks, z którym już teraz zabieramy się za „Reedukację”.
Można powiedzieć, że od początku roku stanowiłem łatwy cel. To nie takie proste prowadzić beef, kiedy wszystko co powiesz w wywiadzie lub kawałku może zostać wykorzystane przeciwko Tobie w sądzie, co też miało miejsce. Mimo to czekałem cierpliwie aż ta sprawa się zakończy by móc przerwać milczenie i opowiedzieć o wszystkim z mojego punktu widzenia. Dlatego premiera płyty „Czarny wrzesień” uzależniona była od daty wyroku zielonogórskiego sądu.

Utwory „Wszystko na mój koszt”, „TDF (The Dick Fucker)” i „Gruby pojazd z Tede 3” pochodzą z minialbumu Wszystko na mój koszt wydanego pod nazwą SLU Gang. Natomiast kompozycje „Kontrargumenty” i „Powiedz jakie to uczucie” ukazały się na drugim minialbumie SLU Gang pt. Peja kontruje.

## Lista utworów
Opracowano na podstawie źródła.
1. „Przeminęło z wiatrem” (prod. Hirass) – 2:33
2. „Frajerhejt 9.12” (prod. Hirass) – 3:11[A]
3. „DTKJ (Dlaczego Tede kurwą jest)” – 4:16[B]
4. „Czas hardcoru” (prod. DNA) – 6:10
5. „Mam bekę” (prod. Hirass) – 4:10
6. „Dureń z TVN” (prod. Hirass) – 5:02
7. „Ludzie z mej rzeczywistości” (prod. Hirass) – 3:58
8. „PEJA vs «HIP HOP»” (prod. DNA) – 4:19
9. „Powiedz jakie to uczucie” – 2:46
10. „Wszystko na mój koszt” (prod. DJ Decks) – 6:10
11. „Kontrargumenty” – 3:39
12. „TDF (The Dick Fucker)” (prod. Magiera) – 7:09
13. „Gruby pojazd z Tede 3” (prod. DJ. Zel) – 3:36
14. „Wrogu mój” (prod. DJ Decks) – 3:58
15. „Powiedz jakie to uczucie 2” (prod. Hirass) – 3:11
16. „Dissulfiran” (prod. Hirass) – 4:10

Notatki
- A^ W utworze wykorzystano sample z piosenki „Rencontre du quatrième type” w wykonaniu Raymonda Lefèvre'a[9].
- B^ W utworze wykorzystano sample z piosenki „Wonder Why They Call U Bitch” w wykonaniu 2Paca[9].